# Святошинський район
Свято́шинський район — район міста Києва, сучасну назву й кордони отримав 27 квітня 2001 року, до цього мав назву Ленінградський. За своєю протяжністю становить понад 12 км. На території району розташовано 5 парків, загальною площею 65,75 га.

## Історія
Перші згадки про місцевість сучасного району пов'язані з річкою Борщагівкою, назва якої походить від давньоукраїнського слова «борщагівка» (тобто «кисла»), яким називали місцеву рослину. Назва рослини дала ім'я річці, яка своєю чергою утворила відомі назви селищ Борщагівок.
Назва Святошин має витоки ще з часів Київської Русі XII століття і пов'язується з ім'ям Чернігівського князя Святослава Давидовича, бо ці землі були його вотчиною і дісталися йому у спадок. На схилі літ він перейшов у чернецтво з ім'ям Миколай, але в народі його називали Святоша. Звідси, очевидно, і назва Святошинські землі, місця Святоші. Так про це пишеться й у Літописі Руському.
У документах про урочище Біличі вперше згадано в 1161 році. Про хутір Берковець поблизу Києва згадується із середини XVII століття як власність домініканського монастиря.
До революції це були дачні місця багатих промисловців і купців Києва. В 1918 році під час правління гетьмана П. Скоропадського відбувся перший адміністративно-територіальний поділ Києва на 17 районів, серед яких був і Святошинський, хоча саме селище Святошин включене в межі міста у 1919 році.
На початку січня 1924 року територія Києва була поділена на 6 укрупнених адміністративно-територіальних районів, в тому числі зі Святошинським підрайоном, що входив до складу Раковського району (або району імені Раковського, у 1917-1923 роках Шулявський район, з 1927 Жовтневий район).
12 квітня 1973 року, згідно з Указом Президії Верховної Ради УРСР у Києві утворено новий адміністративно-територіальний район — Ленінградський, у межі якого увійшла частково територія Жовтневого, Радянського та Шевченківського районів. З 27 квітня 2001 року район отримав сучасну назву.

## Географічне положення
Район розташований у західній частині міста Києва, межує з Оболонським, Подільським, Шевченківським і Солом'янським районами міста та Бучанським районом Київської області.
До складу району входять території: Берковець, Нивки 4, Біличі, село Біличі, Новобіличі, Катеринівка, Академмістечко, Авіамістечко, Святошин. Жовтневе, Микільська Борщагівка, Південна Борщагівка, Михайлівська Борщагівка, Перемога, Ґалаґани.

### Межі району
Гостомельське шосе, Міська вулиця, вулиця Стеценка, вулиця Мрії, Берестейський проспект, на ділянці залізниці від Берестейського проспекту до станції Київ-Волинський смуга залізниці напрямку Київ — Фастів; міська смуга.
На території району розташовано селище міського типу Коцюбинське, територія якого належить до Бучанського району Київської області; межа смт Коцюбинське по чинній міській смузі м. Києва між забудованою територією селища і лісом Святошинського ЛПГ.

## Промисловість
В районі зосереджено 60 промислових підприємств, 17 інститутів Національної Академії Наук України, 18 галузевих науково-дослідних інститутів.
Найбільшими підприємствами району, відомими далеко за межами України є Авіаційний науково-технічний комплекс імені Олега Антонова, ДП КиДАЗ «Авіант», ЗАТ «Каштан», ДНВП «Електронмаш», ПАТ «ВЕРКОН», ВАТ «Завод сантехнічних заготовок», ЗАТ НВЦ «Борщагівський хімфармзавод» та інші.

## Освіта
Див. також: Список закладів загальної середньої освіти Святошинського району
У районі функціонує 110 навчально-освітніх закладів, професійно-технічних училищ та середніх спеціальних навчальних закладів, а також вищі навчальні заклади: Європейський університет фінансів, інформаційних систем, менеджменту і бізнесу, Київський міжнародний університет, Інститут муніципального менеджменту, Торговельно-економічний коледж КНТЕУ та ряд інших. 

## Культура

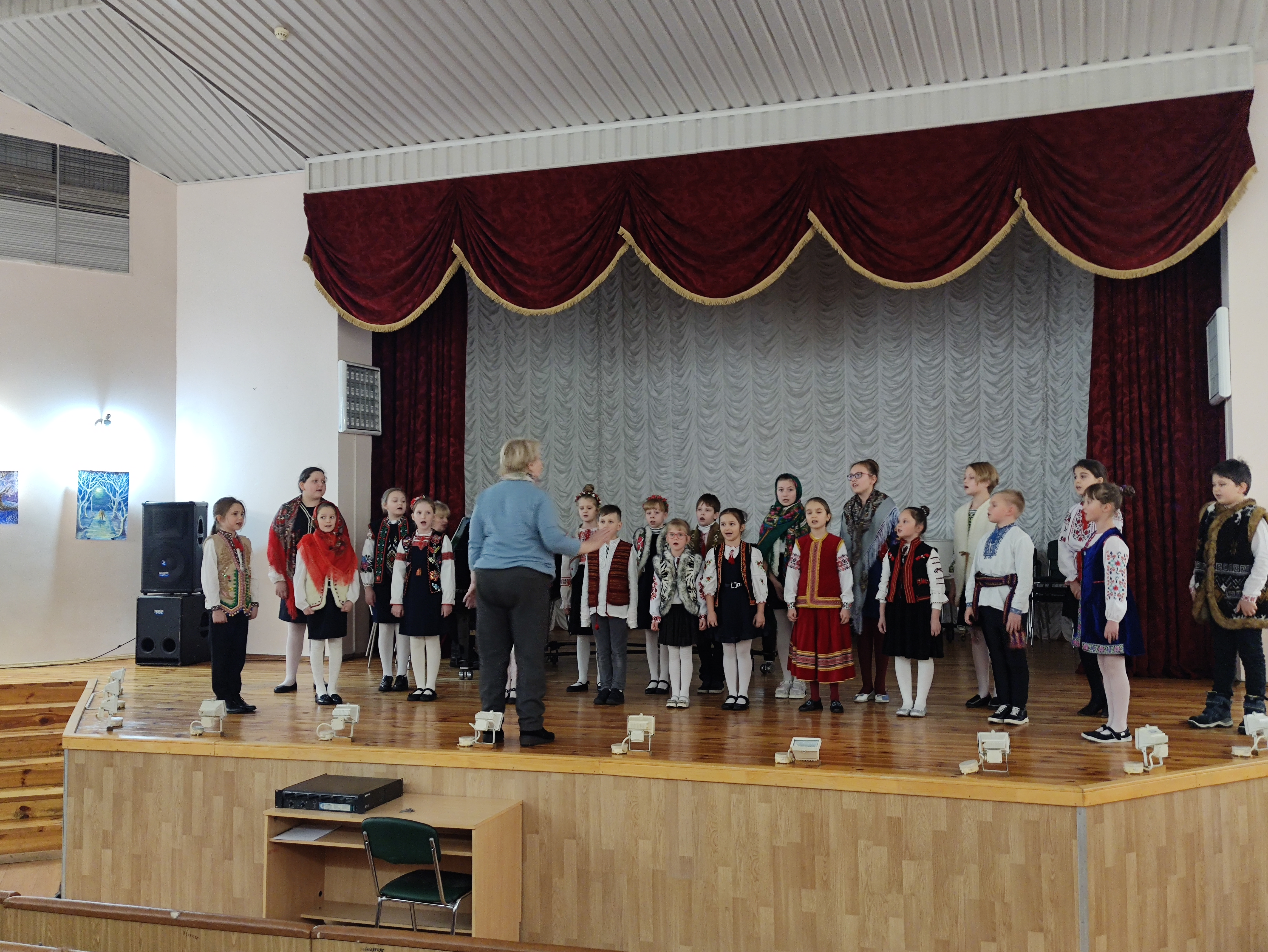
Репетиція дитячого хору в музичній школі 8 Святошинського району

В районі працюють 3 музичні школи, художня школа, школа мистецтв, Центр культури «Святошин», 10 бібліотек. 
Музична школа № 22 отримала нову окрему будівлю по вул. Зодчих, 22 у 2018 році у тому ж році художня школа № 5 переїхала до окремої будівлі на вул. Василя Стуса, 25.
У районі працюють кінотеатри «Магнат» та «Лейпциг».
На Берестейському проспекті, 112 розташований Культурно-просвітній заклад "Центр культури «Святошин» з концертною залою на 480 місць. Капітальний ремонт ЦК «Святошин» було проведено у 2018 році, відновлено опалення, відремонтована сцена, концертний зал та сцена, встановлено нове сучасне професійне освітлення та звукове обладнання. Раніше — Палац культури київського Авіазаводу.

## Охорона здоров'я і спорт
В районі працюють 5 дорослих та 5 дитячих поліклінік, дитяча клінічна лікарня, пологовий будинок, 5 лікарень та диспансери. До послуг мешканців району — 5 стадіонів, спорткомплекс «Наука», 4 дитячі спортивні школи, численні спортклуби. У районі функціонують санаторій для ветеранів війни та праці, геріатричний пансіонат.
Головний спортивний центр району — Спортивний комплекс стадіон «ТЕМП» (вул. Генерала Вітрука, 10А). Реконструкція комплексу розпочалась у 2017 році за ініціативи районної влади. Станом на червень 2019 року на стадіоні збудовано 4 додаткових поля, де тренується ДЮСШ26.
В районі за 2016—2018 роки в закладах освіти збудовано 25 футбольних поля з системою штучного покриття.

## Населення

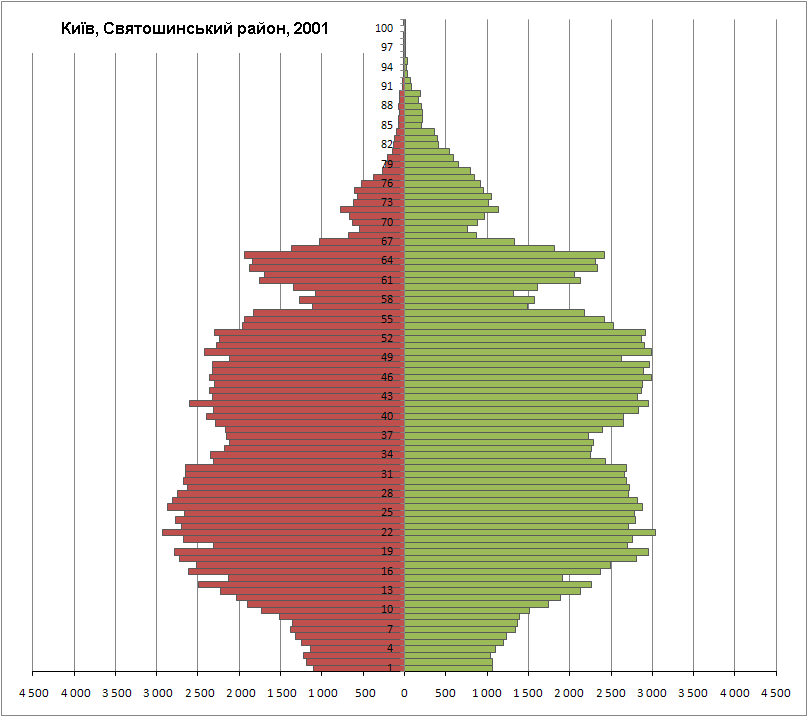
Статево-вікова піраміда населення Святошинського району у 2001 р.

Чисельність населення району:
- 2001 — 315 410
- 2008 — 327 970
- 2020 — 342 544[5]

### Мовний склад
Рідна мова населення за даними перепису 2001 року:
| Мова       | Чисельність, осіб | Доля     |
| ---------- | ----------------- | -------- |
| Українська | 239 970           | 77,16 %  |
| Російська  | 66 903            | 21,51 %  |
| Інше       | 4 132             | 1,33 %   |
| Разом      | 311 005           | 100,00 % |

## Анклав на території району
Святошинський район є єдиною адміністративно-територіальною одиницею столиці України, на території якого розташоване місто Коцюбинське, яке є ексклавом Бучанського району Київської області.